# Schizophyllum commune
Schizophyllum commune è un fungo appartenente alla famiglia delle Schizophyllaceae.
È il fungo con più compatibilità, circa ventitremila.

## Descrizione della specie
Corpo fruttifero
A forma di piccola conchiglia o di ventaglio; superficie superiore di colore grigio o biancastro e finemente villosa; leggermente peduncolato, 1–3 cm di larghezza.
Lamelle
Superficie inferiore formata da lamelle rosate o biancastre, con tagliente a doppio filo, cioè trasversalmente biforcate.
Gambo
Appena accennato.
Carne
Brunastra o biancastra.
- Odore: sgradevole.
- Sapore: nullo.

Spore
Bianche in massa, cilindriche, 3-4 x 1-1,5 µm.
Il sesso nello Schizophyllum commune
Come molti funghi, lo Schizophyllum commune ha vari sessi; e detiene il primato mondiale con oltre 28.000 sessi diversi; questo perché durante la riproduzione, non si scambiano organelli, ma solo il DNA del nucleo. Quindi non c'è ragione che i sessi siano limitati a due.

## Habitat
Cresce sui tronchi morti o vivi e su ceppaie, quasi tutto l'anno.

## Specie simili
Può essere confusa solamente con Schizophyllum commune var. genome o con Schizophyllum amplum.

## Commestibilità
È generalmente considerato non commestibile e senza valore in Europa. Nelle regioni tropicali, per esempio in Messico, è invece molto diffuso come fungo medicinale e alimentare, nonostante la sua consistenza coriacea e gommosa. È infatti ampiamente commercializzato in alcune aree dello Stato di Veracruz, ma anche in quelli di Oaxaca e Tabasco. È inoltre apprezzato come fungo commestibile nell'India nord-orientale, in particolare negli Stati del Mizoram e di Manipur.

## Etimologia
Dal latino communis, comune, per la sua comune diffusione.